# Ле-Руссе-Маризі
Ле-Руссе-Маризі (фр. Le Rousset-Marizy) — муніципалітет у Франції, у регіоні Бургундія-Франш-Конте, департамент Сона і Луара. Ле-Руссе-Маризі утворено 1 січня 2016 року шляхом злиття муніципалітетів Маризі i Ле-Руссе. Адміністративним центром муніципалітету є Маризі. Населення — 611 осіб (01.01.2021).